# Sarah Thompson
Sarah Thompson (ur. 25 października 1979 w Los Angeles) – amerykańska aktorka.
Znana z ról w serialach telewizyjnych Siódme niebo (2005–2006) oraz Anioł ciemności (2003–2004), pojawiła się w filmach Szkoła uwodzenia 2 (2000) i Burza lodowa (1997).
28 lipca 2007 roku w Los Angeles wyszła za Brada Kane’a, amerykańskiego wokalistę i aktora.